# أنتوني ليفين
أنتوني ليفين (بالإنجليزية: Anthony Levine)‏ هو لاعب كرة قدم أمريكية أمريكي، ولد في 27 مارس 1987 في أبفيل في الولايات المتحدة.

## وصلات خارجية
- أنتوني ليفين على موقع مرجع كرة القدم المحترفة.كوم (الإنجليزية)